# Sieperhof
Sieperhof ist eine Hofschaft im Wuppertaler Wohnquartier Herbringhausen im Stadtbezirk Langerfeld-Beyenburg. 

## Geografie
Sieperhof liegt von landwirtschaftlichen Flächen umgeben westlich des Tals der Wupper auf 309 m ü. NHN an der Stadtgrenze zu Radevormwald. Östlich liegt der Weiler Frielinghausen und nördlich die Ortslage Hardtbacher Höhe.
Die Hofschaft produziert und vertreibt Artikel für Kleintiere.

## Geschichte
In der Neuzeit gehörte Sieperhof zu der Honschaft Garschagen im Amt Beyenburg.
1815/16 lebten 17 Einwohner im Ort. 1832 war Sieperhof weiterhin Teil der Honschaft Garschagen, die der Bürgermeisterei Lüttringhausen angehörte. Der laut der Statistik und Topographie des Regierungsbezirks Düsseldorf als Ackergut bezeichnete Ort besaß zu dieser Zeit zwei Wohnhäuser und zwei landwirtschaftliche Gebäude. Zu dieser Zeit lebten 41 Einwohner im Ort, 10 katholische und 31 evangelischen Glaubens. Im Gemeindelexikon für die Provinz Rheinland von 1888 werden 1 Wohnhaus, aber 0 Einwohner angegeben.